# Estnische Badmintonmeisterschaft 2012
Die Estnische Badmintonmeisterschaft 2012 fand vom 3. bis zum 5. Februar 2012 in Tallinn statt. Es war die 48. Austragung der Titelkämpfe.

## Medaillengewinner
| Disziplin    | Gold                             | Silber                    | Bronze                       |
| ------------ | -------------------------------- | ------------------------- | ---------------------------- |
| Herreneinzel | Raul Must                        | Rainer Kaljumäe           | Kristjan Täherand            |
| Dameneinzel  | Kati Tolmoff                     | Laura Vana                | Kristin Kuuba                |
| Herrendoppel | Kristjan Kaljurand Robert Kasela | Ants Mängel Andres Aru    | Indrek Küüts Meelis Maiste   |
| Damendoppel  | Kati Tolmoff Laura Vana          | Helen Klaos Kristel Sorge | Helen Kaarjärv Anette Martin |
| Mixed        | Raul Must Kati Tolmoff           | Raul Käsner Kertu Margus  | Ants Mängel Laura Vana       |